# Вибір гри
Вибір гри (англ. Dealer's Choice) — третій сегмент 8-го епізоду 1-го сезону телевізійного серіалу «Зона сутінків».

## Сюжет
Четверо завзятих гравців у карти — Тоні, Джейк, Марті та Піт — збираються в помешканні одного з них, щоб зіграти ряд партій у покер. Серед них знаходиться ще один чоловік, якого вони не дуже добре знають. Під час гри один з учасників помічає, що у того самого п'ятого гравця на ім'я Нік виграшні комбінації завжди мають у своєму складі три «шістки». Це його насторожує і, коли Нік на деякий час покидає чотирьох друзів, вони починають ділитися один з одним своїми підозрами, що мають справу з самим дияволом. Коли Нік повертається до компанії, інші гравці починають прямо говорити йому про свої підозри, натякаючи на дивні комбінації з трьох «шісток», які, до того ж, завжди виявляються виграшними. Нік, недовго сперечаючись, урешті-решт розповідає їм, що насправді є дияволом. Далі він збирається йти, однак при цьому пропонує зіграти всім іншим членам компанії у дуже просту гру, за правилами якої той, хто витягує з колоди «найстаршу» серед інших учасників карту, відправляється разом з дияволом у пекло. Чоловіки погоджуються на пропозицію — крім Марті, який в цей момент відсутній.
Відсутність Марті не бентежить Ніка — адже він впевнений, що той все одно не витягнув би «старшу» карту, навіть якби брав участь у змаганні. В процесі гри двоє її учасників, Тоні та Джейк, витягують дрібні карти, чим знижують ризик залишити цей світ, вийшовши з будинку разом з Князем Темряви. Натомість програє Піт, витягнувши крупну карту. Нік вже готується забрати з собою гравця-невдаху, проте Піт починає впиратися, пропонуючи дияволу зіграти ще раз. Нік спочатку відхиляє цю пропозицію, однак через деякий час погоджується на це, запропонувавши Пітові зіграти в більш складну гру, в якій треба витягнути п'ять різних карт, натомість серед них ні в якому разі не повинно бути однакових. Піт витягує чотири «п'ятірки», а Нік — три «шістки» та карту під назвою «смерть», внаслідок чого Пітер начебто «програє». Однак це — обман, який раптом розкриває Марті, доторкнувшись до цієї таємничої карти. Внаслідок цього вона перетворюється на четверту «шістку», а маневр диявола розгадується. Наприкінці епізоду Нік покидає компанію гравців, нікого не забравши з них, натомість проявляє щедрість, подарувавши їм повний стіл їжі та повний холодильник пива.

## Оповіді

### Початкова оповідь
«Дружня вечірка за картами. Як тут не вступити у гру? Ось тільки вийти з неї виявиться набагато складніше, адже колоду перетасовують та знімають руки самого Князя Темряви».

### Кінцева оповідь
«Є приказка: „хто вечеряє з дияволом, хай запасається довгою ложкою“. З дияволом взагалі краще не зв'язуватися, але, якщо вже довелося, знайте — він теж вміє бути великодушним. На такій вечірці за картами в колі хлопців, які ладні зіграти навіть з самим Князем Темряви».

## Ролі виконують
- Ден Гедайя — Нік
- Майкл Еммет Волш — Пітер
- Гаррет Морріс — Джейк
- Барні Мартін — Марті
- Морган Фрімен — Тоні

## Реліз
Прем'єрний показ епізоду відбувся у Великій Британії 15 листопада 1985.